# Asım Pars
Asım Pars, (Tuzla, Bosnia y Herzegovina, 1 de abril de 1976-Kalesija, 23 de septiembre de 2024) fue un jugador de baloncesto bosnio-turco. Con 2.11 de estatura, su puesto natural en la cancha era el de pívot.

## Trayectoria
- Galatasaray (1993-1994)
- Tuborg İzmir (1994-1996)
- Ülkerspor (1996-1998)
- Tofaş Spor Kulübü (1998-2000)
- Fenerbahçe (2000-2001)
- Ülkerspor (2001-2002)
- Efes Pilsen (2002-2003)
- Dinamo Moscú (2003-2004)
- Tuborg İzmir (2004-2006)
- Lokomotiv Rostov (2006-2007)
- Pınar Karşıyaka (2007-2008)
- Türk Telekom BK (2008-2009)
- Mersin Büyükşehir Belediyesi (2009-2012)
- Erdemir Zonguldak (2012-2013)